# چنارقشلاق
چنارقشلاق، روستایی است از توابع بخش بهاران شهرستان گرگان در استان گلستان ایران.

## جمعیت
این روستا در دهستان قرق قرار داشته و براساس سرشماری سال ۱۳۸۵جمعیت آن ۱٬۳۵۶نفر (۳۱۵خانوار) بوده است.